# Athetis thoracica
Athetis thoracica là một loài bướm đêm thuộc họ Noctuidae. Nó được tìm thấy ở khắp vùng nhiệt đới Ấn-Úc và Thái Bình Dương. Nó đã được ghi nhận lần đầu từ Hawaii đầu thập niên 1900. Người ta tin rằng nó đã được du nhập tình cờ từ Fiji. Hiện nay nó hiện diện ở Kauai, Oahu, Molokai, Maui và Hawaii.
Ấu trùng ăn Commelina, Ipomoea, Syzygium, Portulaca, Nicotiana, Camellia và các loài chưa xác định thuộc các họ Gramineae và Leguminosae.
Nhộng hình thành dưới lòng đất, có chiều dài từ 13–15 mm và có màu nâu.